# Жан-Жак Ампер
Жан-Жак Ампе́р (фр. Jean-Jacques Ampère; 12 серпня 1800, Ліон — 27 березня 1864, По) — французький історик-медієвіст, філолог, письменник і мандрівник. Член Французької академії.

## Біографія

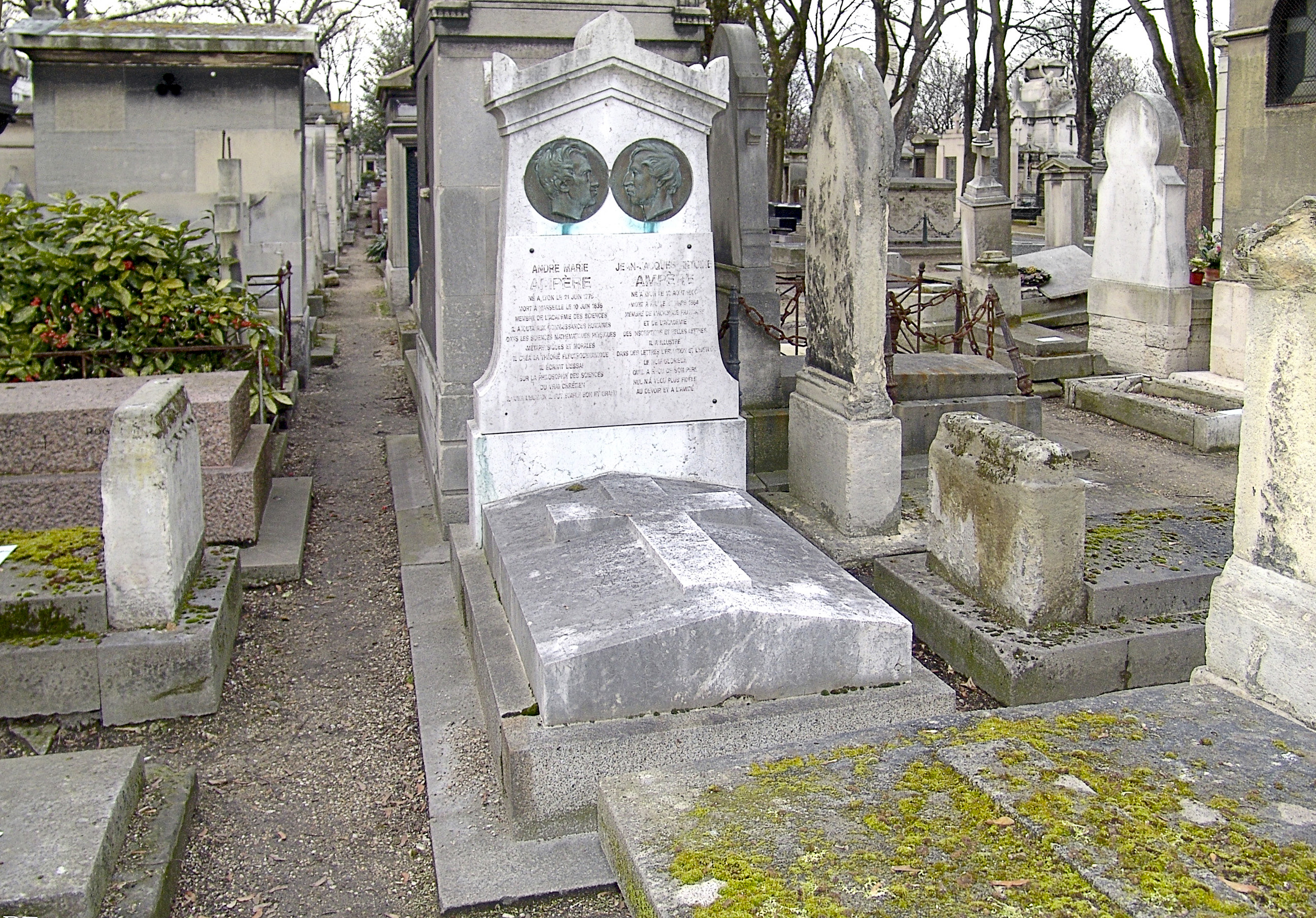
Спільний надгробок Андре-Марі Ампера та його сина Жана-Жака Ампера (праворуч) на цвинтарі Монпарнас у Парижі.

Жан-Жак був єдиним сином відомого фізика Андре-Марі Ампера. Освіту здобув у Парижі, потім подорожував Італією, Німеччиною і Скандинавією, де вивчав народні пісні та поезію. Повернувшись до Франції в 1829 році, Ампер став читати в Марселі публічні лекції з історії літератури. 1830 року видав збірку скандинавської та німецької поезії, що стала першим для французької публіки знайомством зі скандинавською та ранньої німецької поезією.
Згодом Ампер переїхав до Парижа, де почав викладати в Сорбонні й отримав місце професора історії французької літератури в Колеж де Франс. Ампер також займав посаду куратора Бібліотека Мазаріні, був членом Французької академії красного письменства (з 1842) та Французької академії (з 1848).
1841 року Ампер побував у Північній Африці, а потім у Греції та Італії. У подорож він вирушив разом з друзями, зокрема з Проспером Меріме. 1848 року за результатами цієї подорожі Ампер опублікував працю «Греція, Рим і Данте» («Grèce, Rome et Dante»). 1851 року Ампер побував в Америці. Відтоді й до своєї смерті він працював над монументальною працею «Римська історія в Римі» «L'Histoire romaine à Rome», також видав збірку своїх віршів. Всі твори Ампера вирізняються критикчним підходом, великою ерудицією та ясним викладом. Ампер є одним із авторів терміна «Каролінзьке відродження».
Похований на цвинтарі Монпарнас в одній могилі зі своїм батьком.

## Вибрані праці
- De l'histoire de la poésie (1830) ;
- De la littérature française dans ses rapports avec les littératures étrangères au moyen âge (1833) ;
- Littérature et voyages: Allemagne et Scandinavie  (1833) ;
- Histoire littéraire de la France avant le XIIe siècle (3 volumes) (1839) ;
- Histoire de la littérature au moyen âge. De la formation de la langue française (3 volumes) (1841) ;
- Ballanche (1849) ;
- La Grèce, Rome et Dante : études littéraires d'après nature (1848) ;
- Littérature, voyages et poésies (2 volumes) (1848) ;
- L'histoire romaine à Rome (4 volumes) (1856) ;
- César, scènes historiques (1859) ;
- Promenade en Amérique (2 volumes) (1860) ;
- La science et les lettres en Orient (1865) ;
- Mélanges d'histoire et de littérature (2 volumes) (1867) ;
- L'Empire romain à Rome (2 volumes) (1867) ;
- Voyage en Égypte et en Nubie (1868) ;
- Christian ou l'année romaine (1887).